# Anthony Yeboah
Anthony Yeboah (* 6. ledna 1966, Kumasi) je bývalý ghanský fotbalový útočník a reprezentant. Je to dvojnásobný nejlepší střelec německé fotbalové Bundesligy.

## Klubová kariéra
Na klubové úrovni hrál mimo Ghanu v Německu, Anglii a Kataru.

## Reprezentační kariéra
Anthony Yeboah debutoval v A-týmu Ghany v roce 1985. Zúčastnil se několika Afrických pohárů národů.

## Individuální úspěchy
- 2× nejlepší střelec 1. ghanské ligy (1986, 1987)
- 2× nejlepší střelec německé Bundesligy v dresu Eintrachtu Frankfurt (1992/93 – 20 gólů; 1993/94 – 18 gólů)[3]